# Megasoma joergenseni joergenseni
Megasoma joergenseni joergenseni es una subespecie de escarabajo rinoceronte del género Megasoma, tribu Dynastini, familia Scarabaeidae. Fue descrita científicamente por Bruch en 1910.

## Descripción
La longitud total del cuerpo varía de 30-40 milímetros de longitud.

## Distribución
Se distribuye por Argentina y Bolivia.